# Незалежні греки
Незалежні греки (грец. Ανεξάρτητοι Έλληνες) — права політична партія, заснована у лютому 2012 року Паносом Камменосом.

## Заснування
Партія створена Паносом Камменосом, колишнім членом Грецького парламенту від консервативної Нової демократії, 24 лютого 2012 року. Камменоса виключили із парламентської фракції Нової демократії після голосування проти коаліційного уряду Лукаса Пападімоса, коли в парламенті було поставлено питання довіри уряду. Декларація партії була представлена 11 березня 2012 року.
До партії одразу приєдналися десять колишніх членів Нової демократії: зокрема Олена Кунтурос, Христос Зоїс, Костас Макропулос, Дімітріс Стаматіс, Спірос Галінос, Міка Ятріду, Марія Колліа-Царуха, Панайотіс Мелас і Міхаліс Яннакіс.
Напередодні дострокових парламентських виборах 6 травня 2012 року угоду із Незалежними греками уклала дрібна партія Всегрецька громадянська колісниця, який також виступала за відмову від програми європейської фінансової допомоги. Зрештою партія подолала тривідсотковий бар'єр.